# Parafia Wniebowzięcia Najświętszej Maryi Panny w Hodyszewie
Parafia pw. Wniebowzięcia Najświętszej Maryi Panny w Hodyszewie – rzymskokatolicka parafia należąca do dekanatu Szepietowo, diecezji łomżyńskiej, metropolii białostockiej. Siedziba parafii mieści się w Hodyszewie. Prowadzą ją księża pallotyni.

## Historia

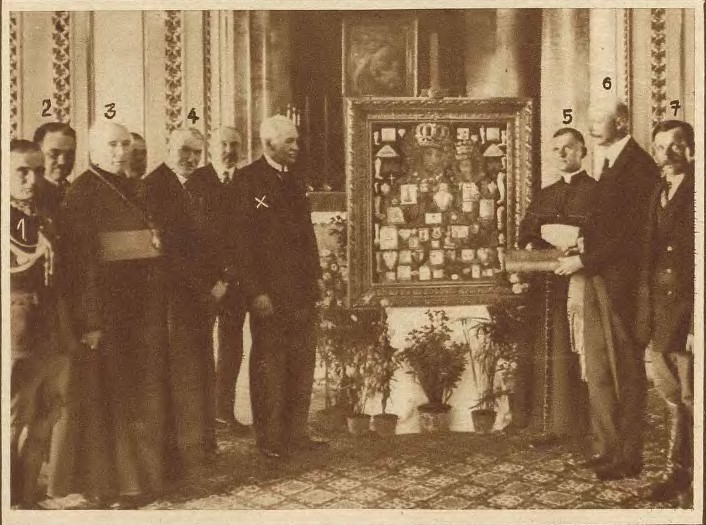
Pożegnanie obrazu na Zamku Królewskim w Warszawie, 23.05.1928 r.

Parafia została erygowana w 1919. Przy sanktuarium Matki Pojednania w Hodyszewie znajduje się Ośrodek „Ojczyzna” im. Reginy C. Elandt-Johnson i Normana L. Johnsona otwarty we wrześniu 2004 roku.

### Kościół parafialny
Kościół parafialny pw. Wniebowzięcia Najświętszej Maryi Panny w Hodyszewie został wzniesiony w latach 1933–1975 według projektu architekta Oskara Sosnowskiego. W ołtarzu głównym sanktuarium znajduje się cudowny obraz Matki Bożej Pojednania (Matki Bożej Hodyszewskiej) z XVII wieku. Dekretem biskupa łomżyńskiego Janusza Stepnowskiego z 9 lutego 2021 r. kościół został ustanowiony jednym z 20 kościołów stacyjnych Papieskiego Roku św. Józefa w diecezji łomżyńskiej.
Miejsce jest często nazywane „Jasną Górą Podlasia”.

## Zasięg parafii
Do parafii należą wierni z następujących miejscowości: Hodyszewo, Jośki, Kiewłaki, Ściony, Wodźki.

## Proboszczowie
Proboszczowie posługujący w parafii (od roku 1917):
- ks. Józef Gustajtis (1917–1919)
- ks. Antoni Czerniewicz (1919–1920)
- ks. Ignacy Roszkowski (1920–1922)
- ks. Szymon Bagiński (1922–1926)
- ks. Antoni Szwaluk (1926–1930)
- ks. Marcjan Dąbrowski (1930–1942)
- ks. Józef Perkowski (1942–1945)
- ks. Edward Polak (1945–1950)
- ks. Franciszek Czajkowski (1950–1959)
- ks. Franciszek Guzewicz (1959–1967)
- ks. Bolesław Garbowski (1967–1975)
- ks. Tadeusz Andrzej Śliwowski (1975–1976)
- ks. Marian Dziczek SAC (1976–1979)
- ks. Eugeniusz Tomaszek SAC (1979–1982)
- ks. Edmund Osmulski SAC (1982–1985)
- ks. Stanisław Barcikowski SAC (1985–1993)
- ks. Emilian Sigel SAC (1993–1999)
- ks. Zdzisław Słomka SAC (1999–2005)[5]
- ks. mgr. Jacek Koc SAC (2005–2012)
- ks. Wojciech Juszczuk SAC (2012–2021)
- ks. Rafał Czekalewski SAC (2021–2023)
- ks. Zdzisław Słomka SAC (ponownie, od 2023)

## Galeria

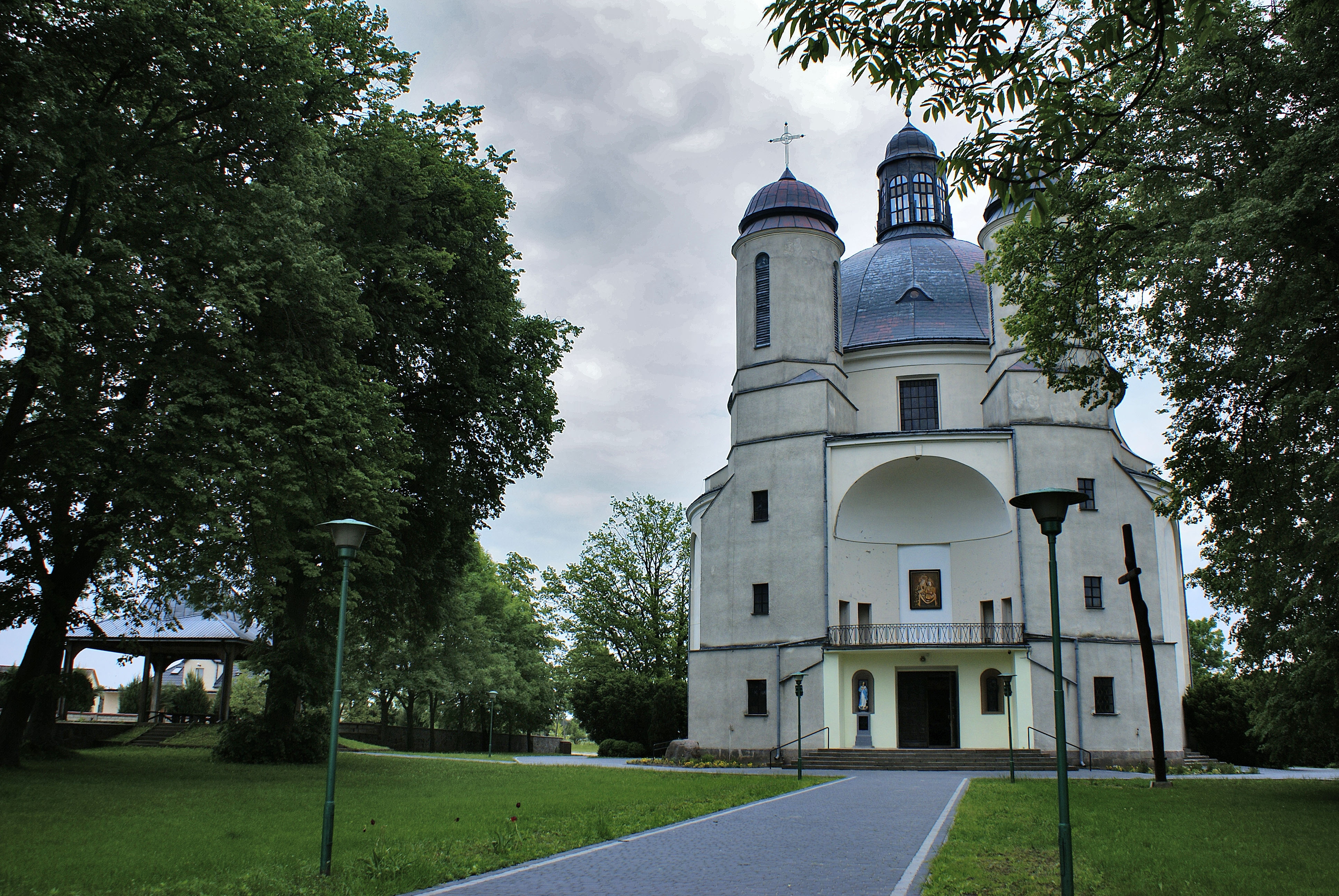
Sanktuarium Matki Bożej Pojednania w Hodyszewie
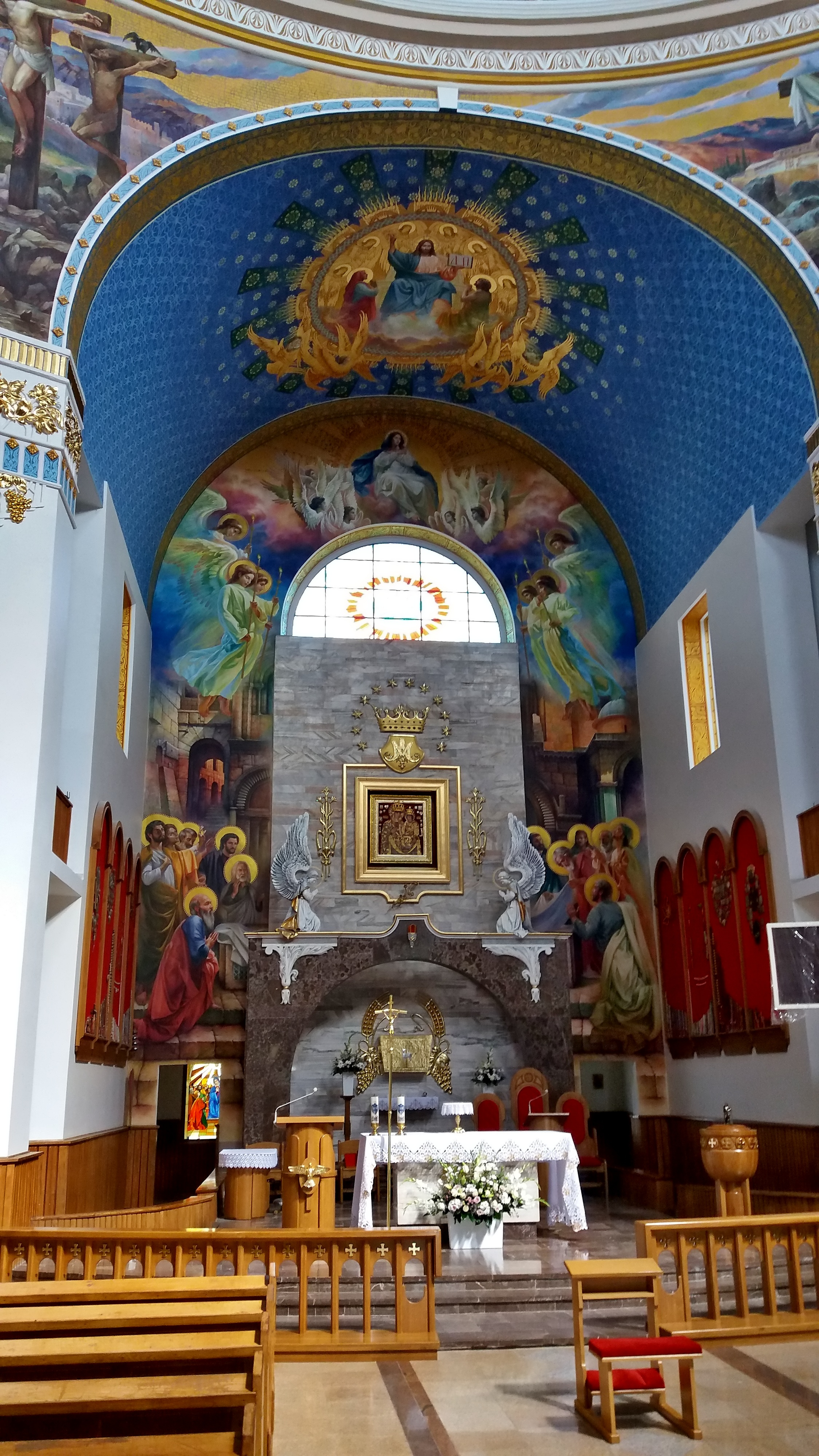
Ołtarz główny w kościele parafialnym
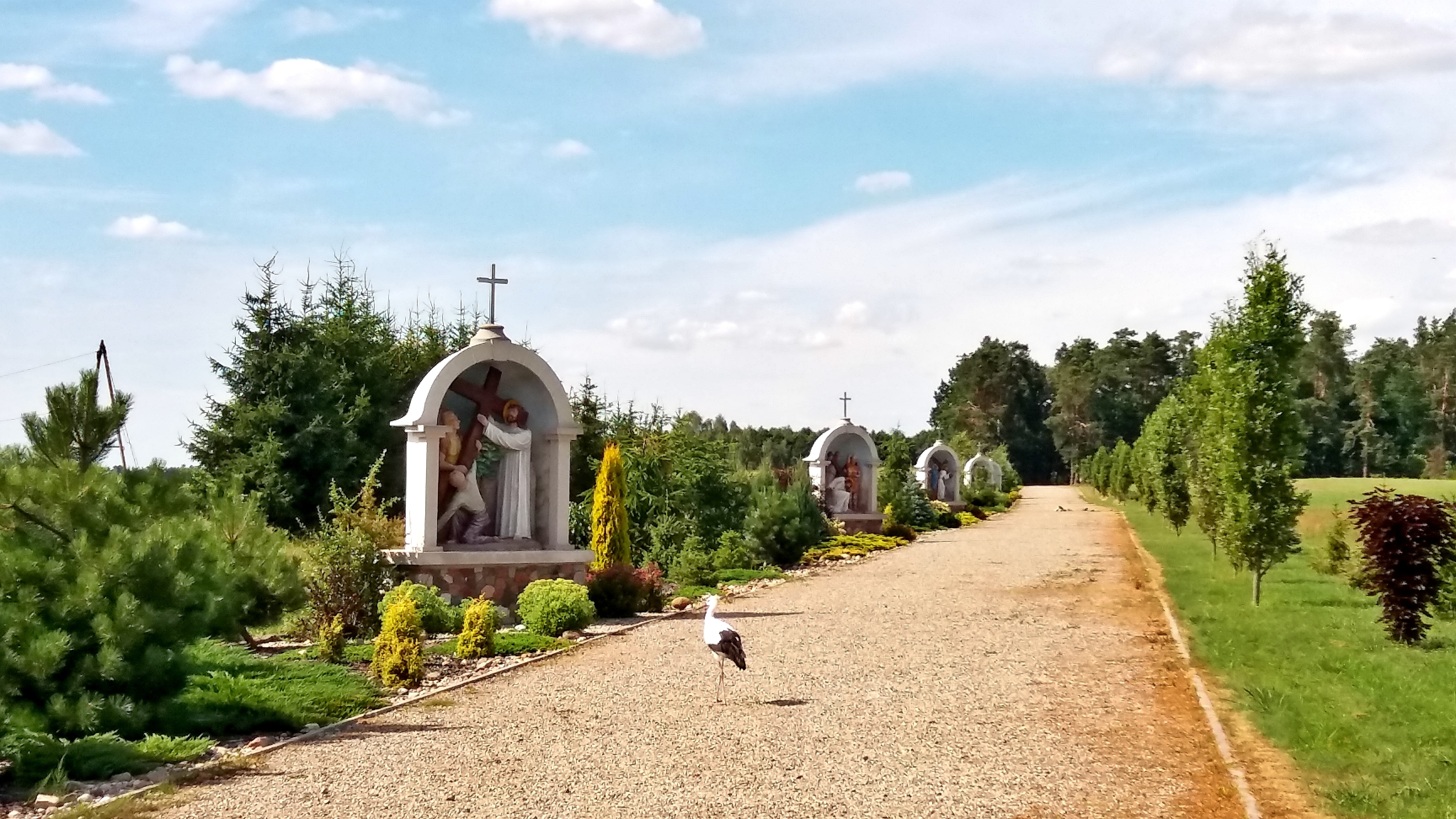
Droga krzyżowa przy kościele parafialnym
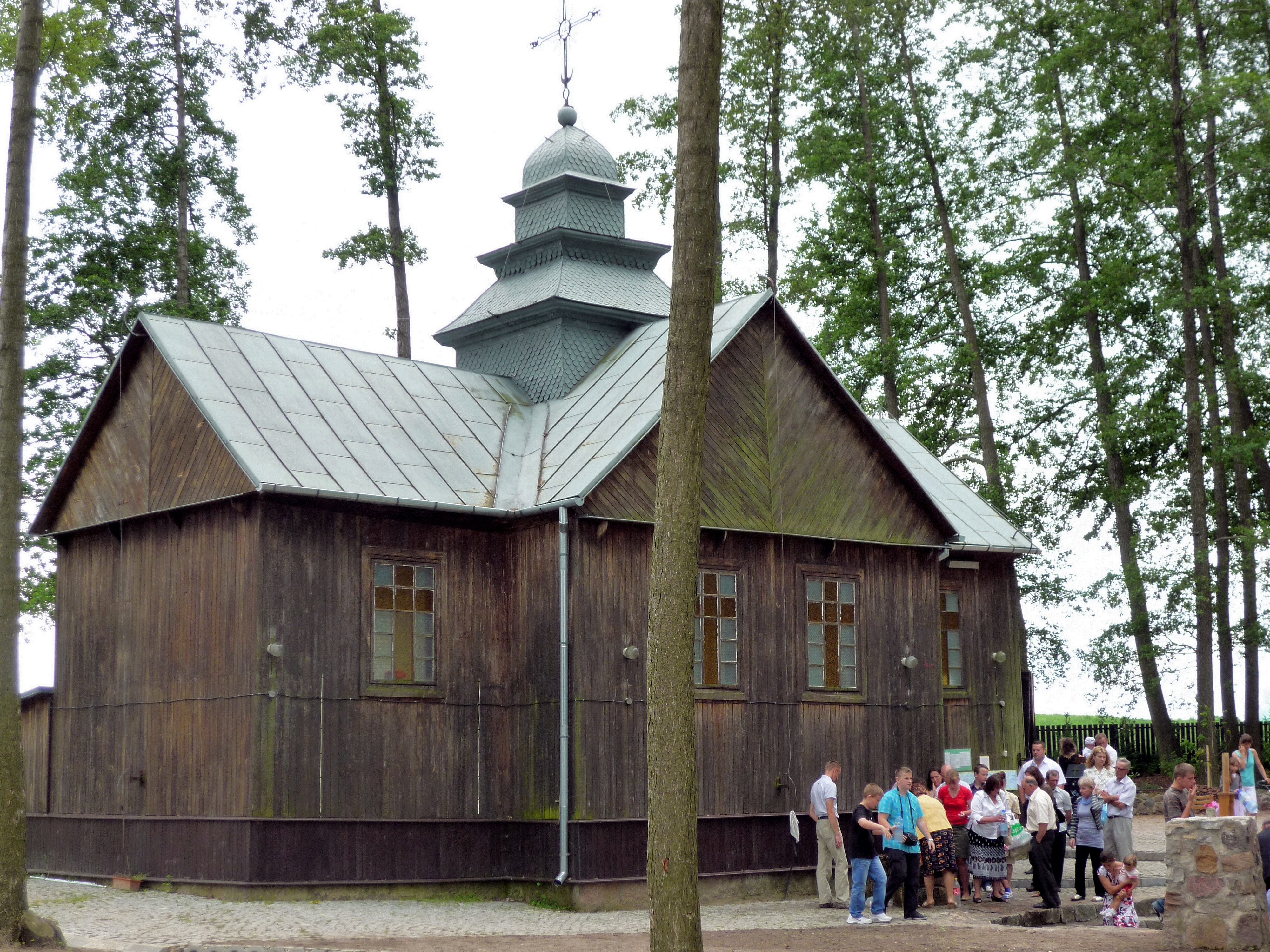
Krynica, miejsce zjawienia MB. Kaplica przy źródle